# Ludmila Bertlová
Ludmila „Lala“ Bertlová (* 1. Februar 1914 in Prag, Österreich-Ungarn; † 23. Juni 1961 in Luzern, Schweiz) war eine tschechische Konzertviolinistin. Sie ist die Widmungsträgerin der Gedenk-Komposition Pro Memoria Uxoris des Komponisten Rafael Kubelík.

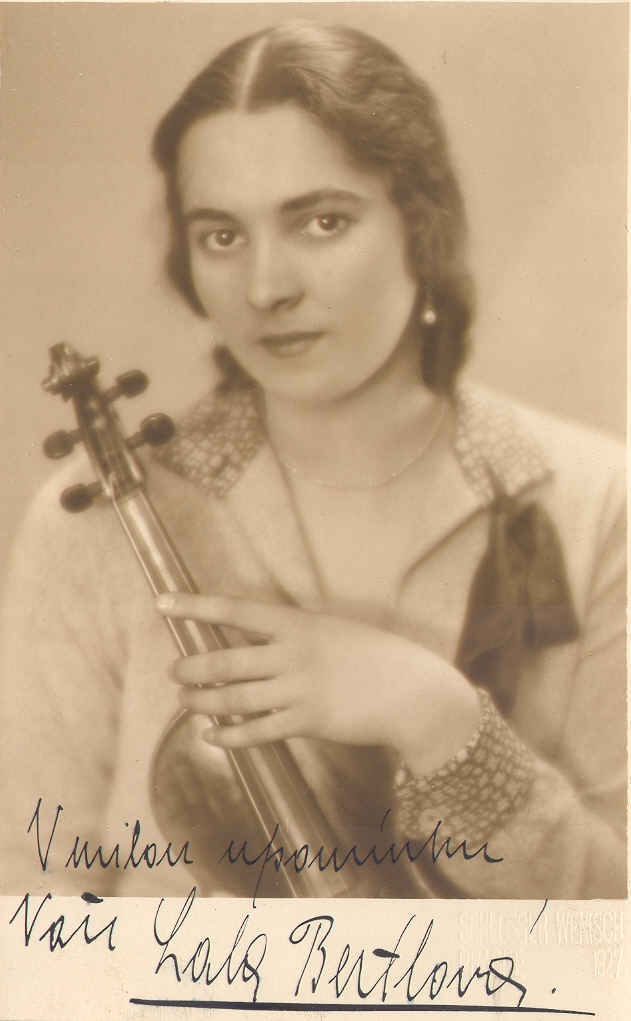
Lala Bertlová

## Leben
Die Tochter des Architekten Josef Bertl war als Schülerin von Prof. Irene Spitzner Mitglied der „Kulturinitiative Villa Prochazkova-Borovcova“, welche unter der Leitung von Matha Prochazkova-Borovcova die Tradition des Musikkreis Spitzner in Prag weiterführte.
Bertlová hatte 1943 den Dirigenten Rafael Kubelík geheiratet, ihr Sohn Martin wurde 1946 geboren. Ihr Bruder war der Politiker und Journalist Jiří Bertl.